# St. Cyriakus (Edling)

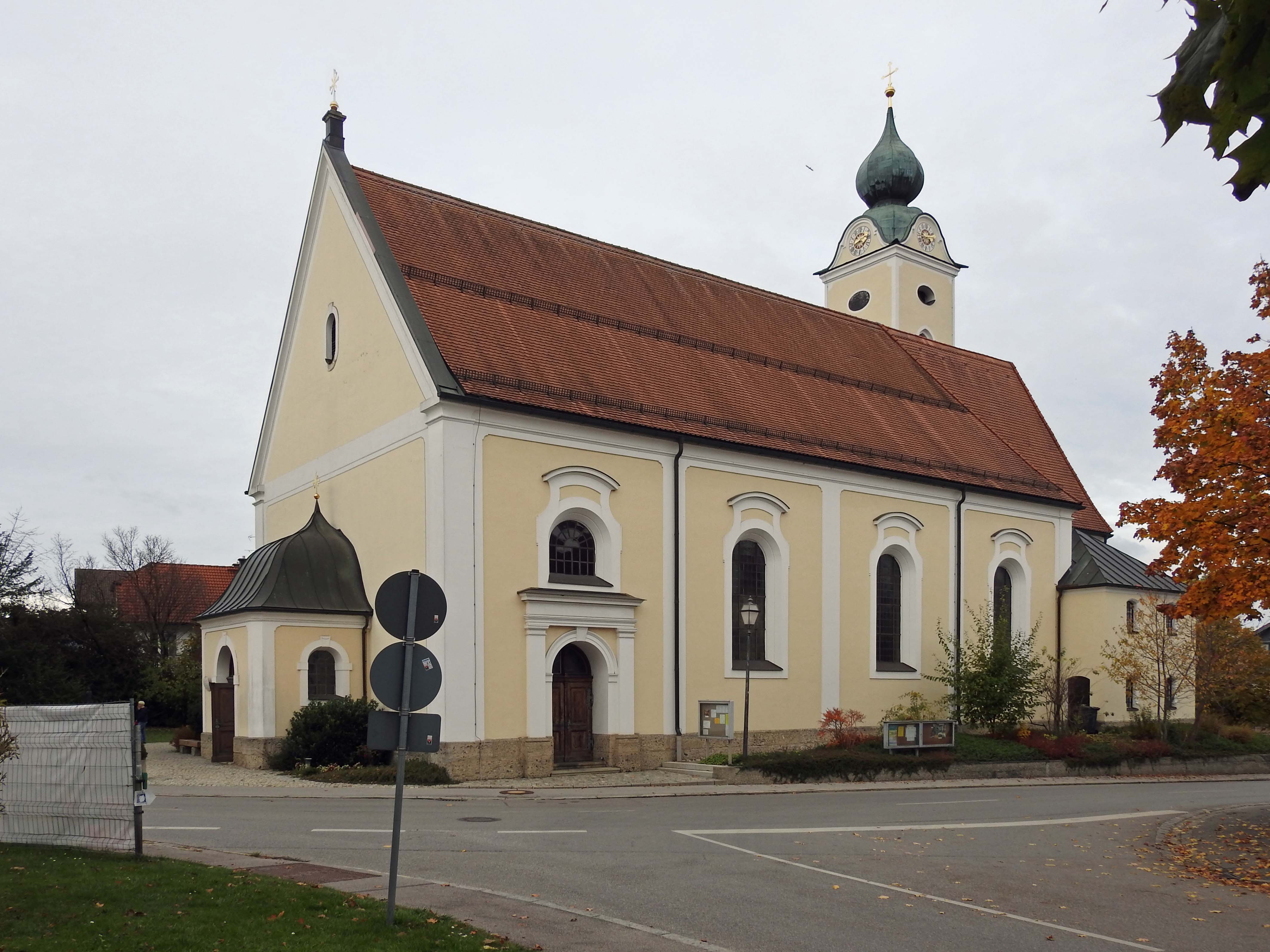
St. Cyriakus in Edling

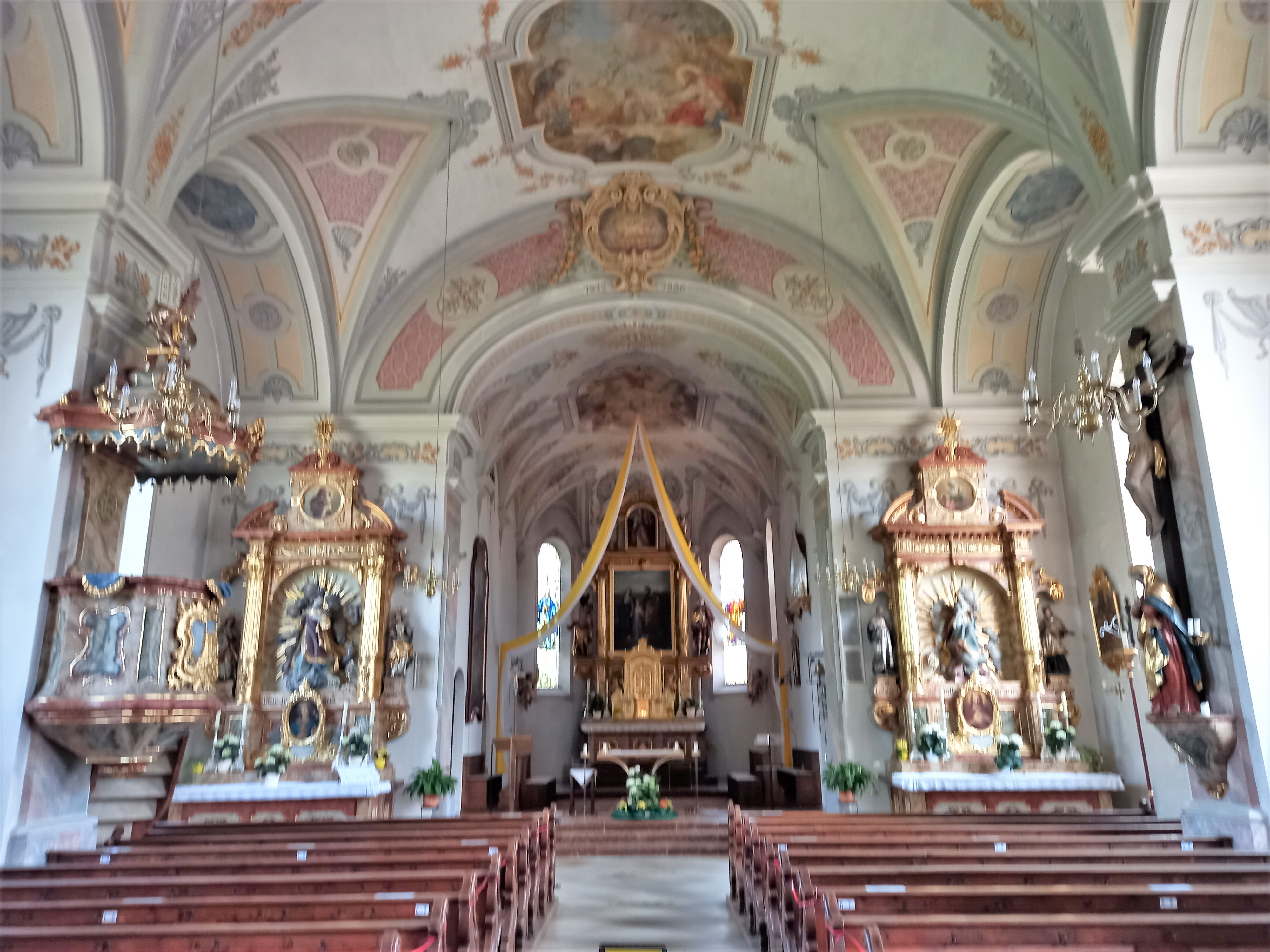
Innenansicht

Die römisch-katholische Pfarrkirche St. Cyriakus steht in Edling, einer Gemeinde im oberbayerischen Landkreis Rosenheim. Das Bauwerk ist in der Liste der Baudenkmäler in Edling als Baudenkmal unter der Nr. D-1-87-124-1 eingetragen. Die Kirche gehört zum Dekanat Rosenheim im Erzbistum München und Freising.

## Beschreibung
Die im Kern spätgotische Kirche wurde am Anfang des 18. Jahrhunderts barockisiert. Das neobarocke Kirchenschiff entstand 1898 nach einem Entwurf von Joseph Elsner. Die Saalkirche besteht aus einem Langhaus, dem eingezogenen, dreiseitig geschlossenen Chor im Osten und dem mit einer Zwiebelhaube bedeckten Chorflankenturm an der Nordwand des Chors. Sein Glockenstuhl trägt vier Kirchenglocken.
Der Innenraum des Langhauses ist mit einem Stichkappengewölbe überspannt. Die Deckenmalereien hat 1912 Anton Ranzinger gestaltet. Der Hochaltar wird von den Skulpturen des heiligen Sebastian und des Florian von Lorch flankiert. Auf dem Altarretabel ist die Heilige Familie dargestellt. Die Skulpturen des heiligen Cyriacus und der Barbara von Nikomedien, die die Seitenaltäre flankieren, werden Ignaz Günther zugeschrieben.

## Orgel

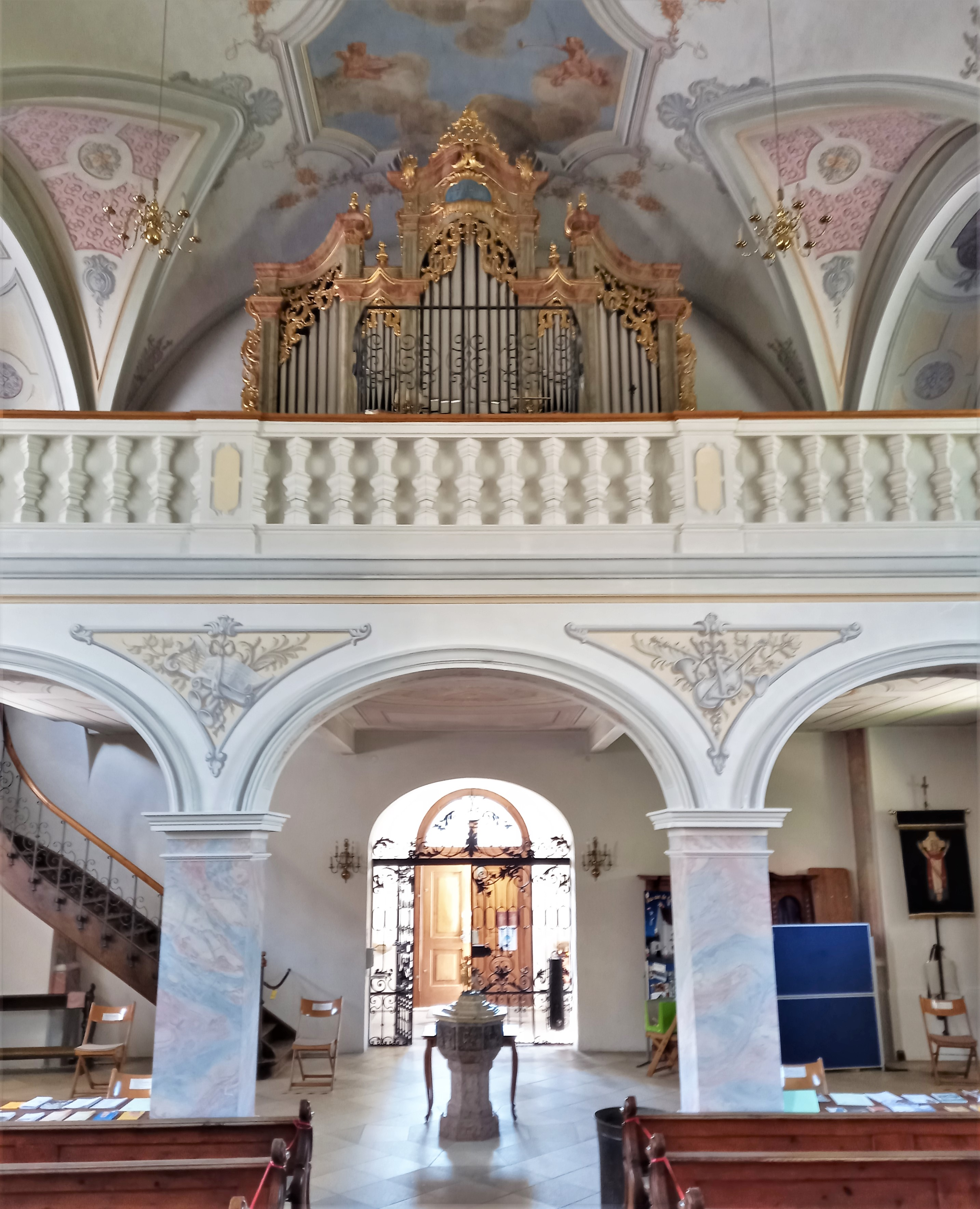
Orgel

Die Orgel wurde 1908 von Josef Hackl mit 15 Registern auf zwei Manualen und Pedal gebaut. Die Disposition lautet:
| I Manual   |       |
| Bourdon    | 16′   |
| Principal  | 8′    |
| Gamba      | 8′    |
| Tibia      | 8′    |
| Salicional | 8′    |
| Octav      | 4′    |
| Mixtur IV  | 2 ⁄3′ |
| Trompete   | 8′    |

| II Manual       |    |
| Geigenprincipal | 8′ |
| Gedeckt         | 8′ |
| Aeoline         | 8′ |
| Flauto traverso | 4′ |

| Pedal       |     |
| Subbaß      | 16′ |
| Octavbaß    | 8′  |
| Violoncello | 8′  |